# 鬼怒川温泉駅
鬼怒川温泉駅（きぬがわおんせんえき）は、栃木県日光市鬼怒川温泉大原にある東武鉄道鬼怒川線の駅である。駅番号はTN 56。
鬼怒川温泉の玄関口であり、当駅周辺は鬼怒川温泉の中心である。浅草方面からの特急「きぬ」、新宿方面からの特急「きぬがわ」や、会津若松方面からの快速「AIZUマウントエクスプレス」、下今市始発の「SL大樹」等の始発・終着駅となっている運用上の主要駅である。

## 歴史
- 1919年（大正8年）3月17日 - 下野軌道下滝駅として開業。
- 1921年（大正10年）6月6日 - 下野軌道が下野電気鉄道に改称、下野電気鉄道の駅となる。
- 1922年（大正11年）3月19日 - 移転し、大滝駅に改称。
- 1927年（昭和2年）2月19日 - 鬼怒川温泉駅に改称。
- 1943年（昭和18年）5月1日 - 東武鉄道が下野電気鉄道を買収。東武鉄道の駅となる。
- 1964年（昭和39年）10月8日 - それまでの位置（旧藤原町役場付近）から下今市駅方に1.2 km移転した現在地に当駅を新設、この日より営業を開始[1]。
- 1991年（平成3年）ごろ - 1・2番線の上り列車限定で発車メロディを導入[注釈 1]。
- 2006年（平成18年）3月18日 - JR線直通「（スペーシア）きぬがわ」の運行を開始。駅舎・駅前も改修される。
- 2012年（平成24年）3月17日 - TN 55の駅ナンバリングを導入。
- 2014年（平成26年）3月16日 - 発車メロディを「東武ワールドスクウェアテーマソング」をアレンジしたメロディに変更[2]。
- 2017年（平成29年）
  - 4月9日 - 三次駅から移設された転車台のお披露目式が行われる[3]。
  - 4月21日 - 東武ワールドスクウェア駅の開業に先立ち、駅ナンバリングをTN 56に変更[4]。
  - 8月10日 - 「SL大樹」が当駅 - 下今市駅間で運行開始[5]。

## 駅構造
島式ホーム2面4線を有する地上駅。駅舎は線路の西側にある。駅舎側の1番線ホームは行き止まり式で、下今市方面のみ発着可能。1番線の車止めの先に駅舎と1・2番線ホームを連絡するスロープがあり、3・4番線ホームとは2か所の跨線橋（うち1か所はエレベーター設置）により連絡している。
「SL大樹」は当駅で折り返すため、1番線の隣（駅前広場隣接）にSLの向きを転向させる転車台が設置されている。
また、鬼怒立岩信号場と当駅の間は、複線となっている。
野岩鉄道会津鬼怒川線・会津鉄道会津線直通の「AIZUマウントエクスプレス」と特急は、原則として同一ホーム上で対面接続するようにダイヤが設定されている。
出札窓口、ツーリストセンター（バス乗車券や日光・鬼怒川エリアの船車券など発売）、待合室、売店、地元業者運営のカフェがある。自動券売機（特急券発売）・自動改札機設置。なお、自動改札機設置駅では、東武鉄道で最も北、大手私鉄でも最も北に位置する。
1991年頃に1・2番線の上り特急列車限定で発車メロディを導入した。東武日光駅と同じ「Stream」（別称は「Crystal Clear River」または「夜のストレンジャー」）であったが、音程が異なっていた（東武野田線大宮駅1番線でも同じ曲を使用しているが、フェードアウトする）。2014年3月16日からは東武ワールドスクウェアのテーマソングである「東武ワールドスクウェア」（別称は「夢のワールドスクウェア」）をアレンジした曲に変更されている。
東武日光駅管区傘下の駅長配置駅で、鬼怒川線各駅（下今市駅を除く）を管理する。

### のりば
| 番線 | 路線     | 方向 | 行先                                                                                       | 備考         |
| ---- | -------- | ---- | ------------------------------------------------------------------------------------------ | ------------ |
| 1    | 鬼怒川線 | 上り | 下今市・ 東武スカイツリーライン 春日部・北千住・ とうきょうスカイツリー・浅草・■JR新宿方面 | 当駅始発のみ |
| 2    | 鬼怒川線 | 上り | 下今市・ 東武スカイツリーライン 春日部・北千住・ とうきょうスカイツリー・浅草方面          |              |
| 2    | 鬼怒川線 | 下り | 新藤原・■野岩鉄道線 会津高原尾瀬口・ ■会津鉄道線 会津田島方面                              |              |
| 3    | 鬼怒川線 | 下り | 新藤原・■野岩鉄道線 会津高原尾瀬口・ ■会津鉄道線 会津田島方面                              |              |
| 4    | 鬼怒川線 | 上り | 下今市・ 東武スカイツリーライン 春日部・北千住・ とうきょうスカイツリー・浅草方面          |              |

- 上記の路線名は旅客案内上の名称（「東武スカイツリーライン」は愛称）で表記している。
- 特急列車は基本的に1・2番線に発着するが、14時27発の下今市行き普通列車は1番線に発着する。また、「AIZUマウントエクスプレス」は2番線を使用する。

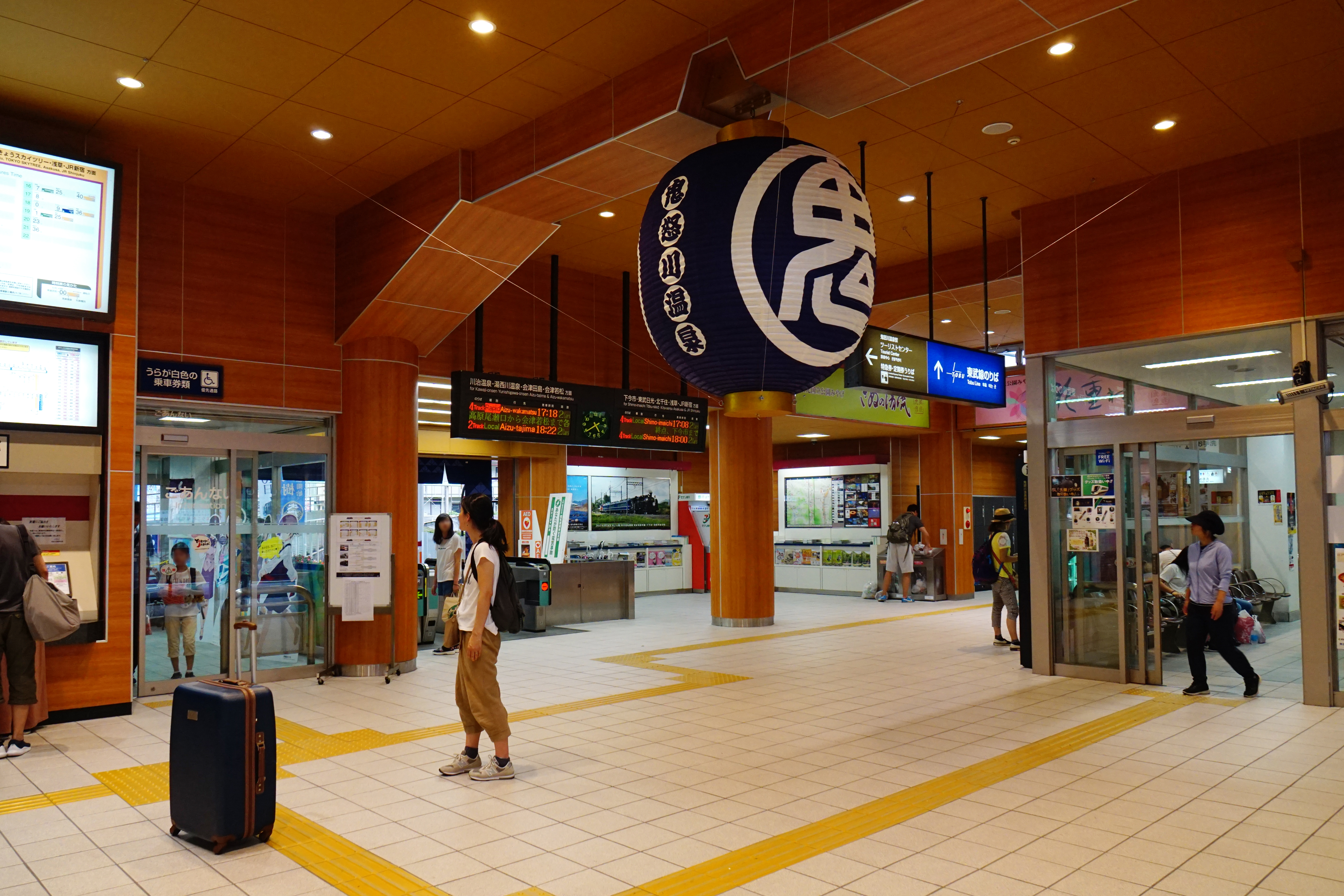
駅舎内観（2017年8月）
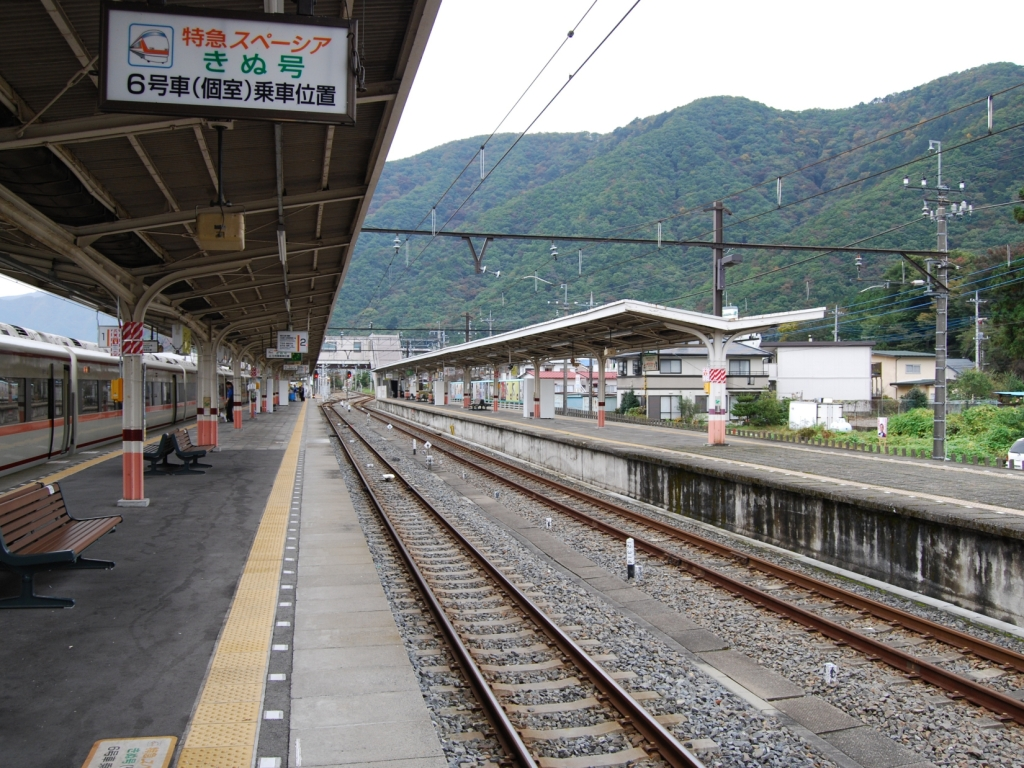
ホーム（2008年10月）
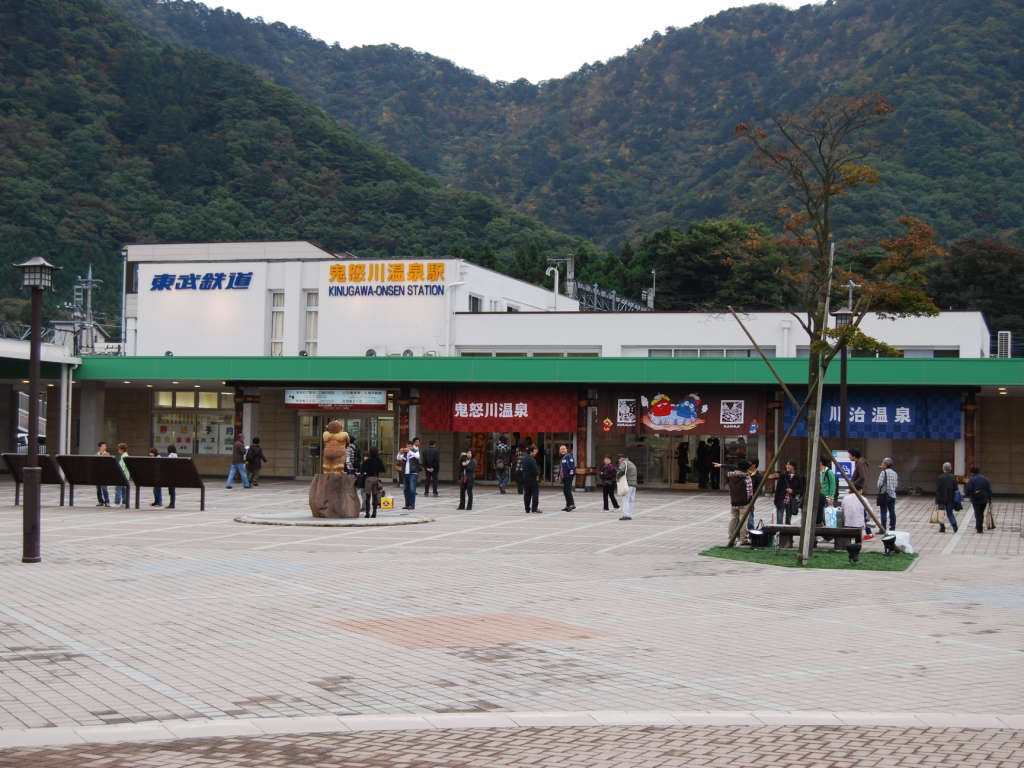
旧駅舎・駅前広場（2008年10月）
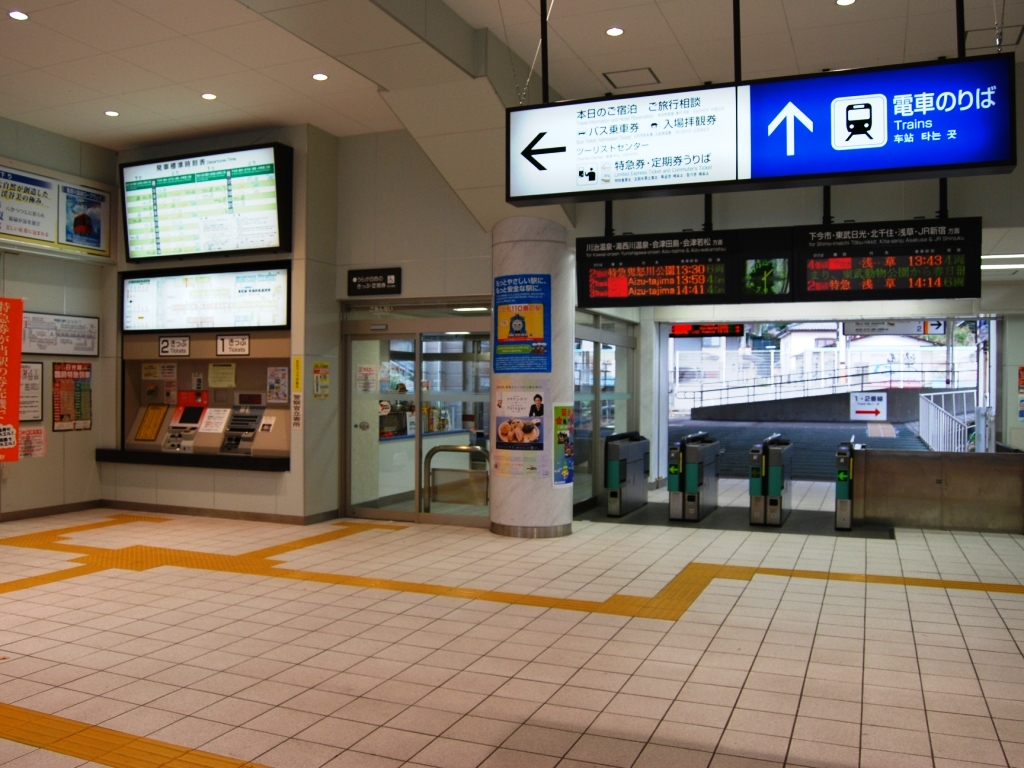
改装前の改札口（2008年10月）
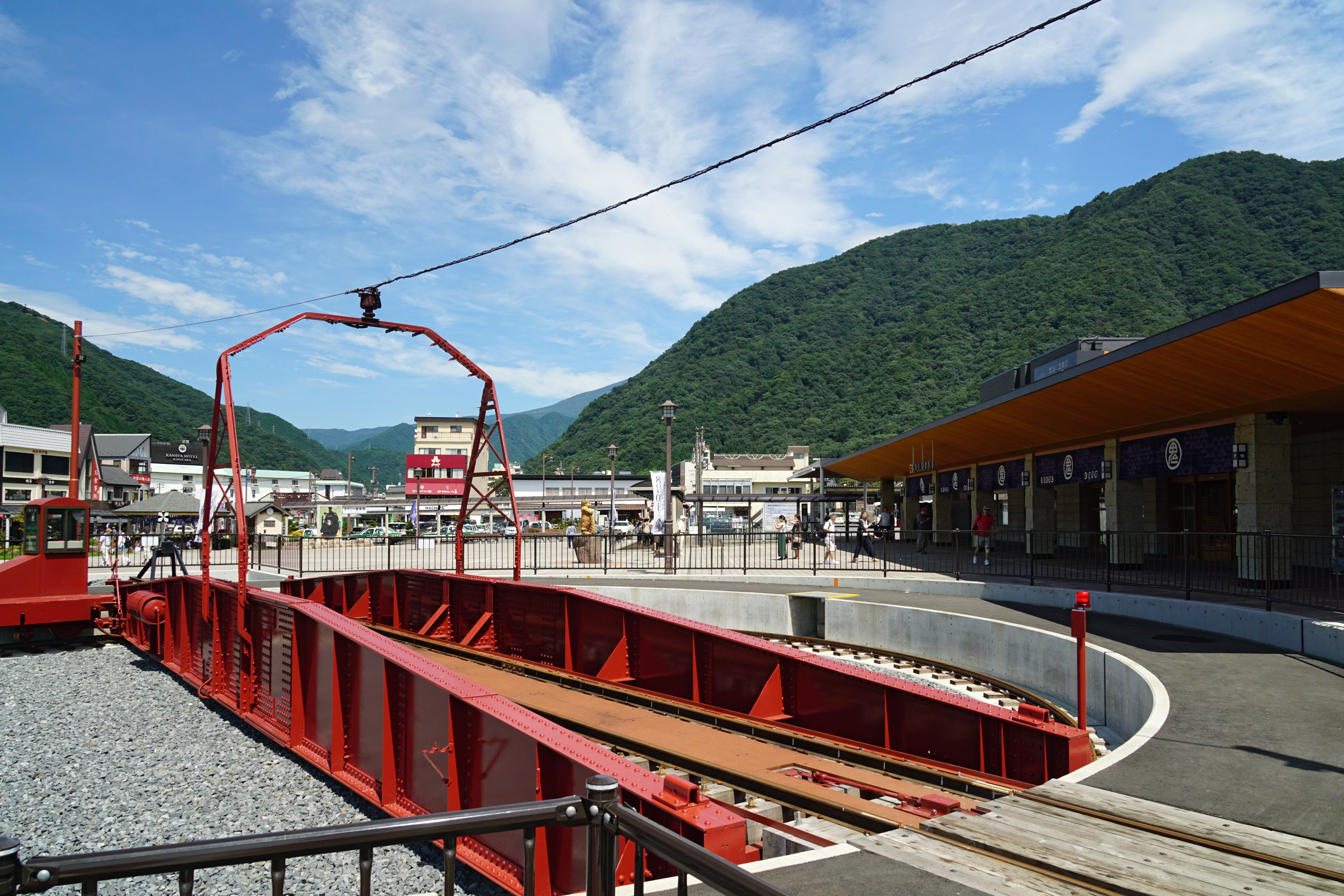
駅前のSL転車台（2017年8月）

## 駅弁
主な駅弁は下記の通り。

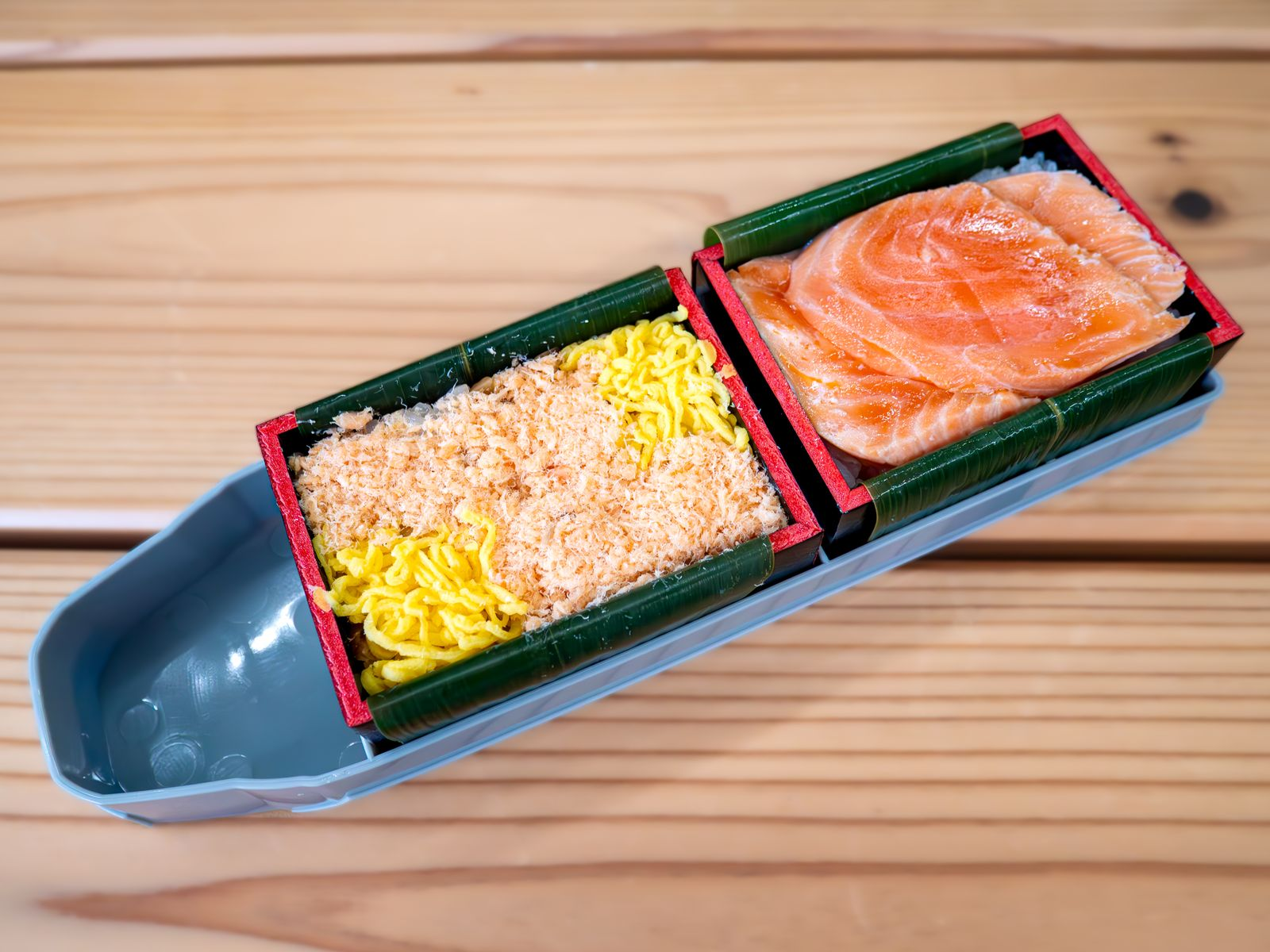
スペーシア X 日光埋蔵金弁当
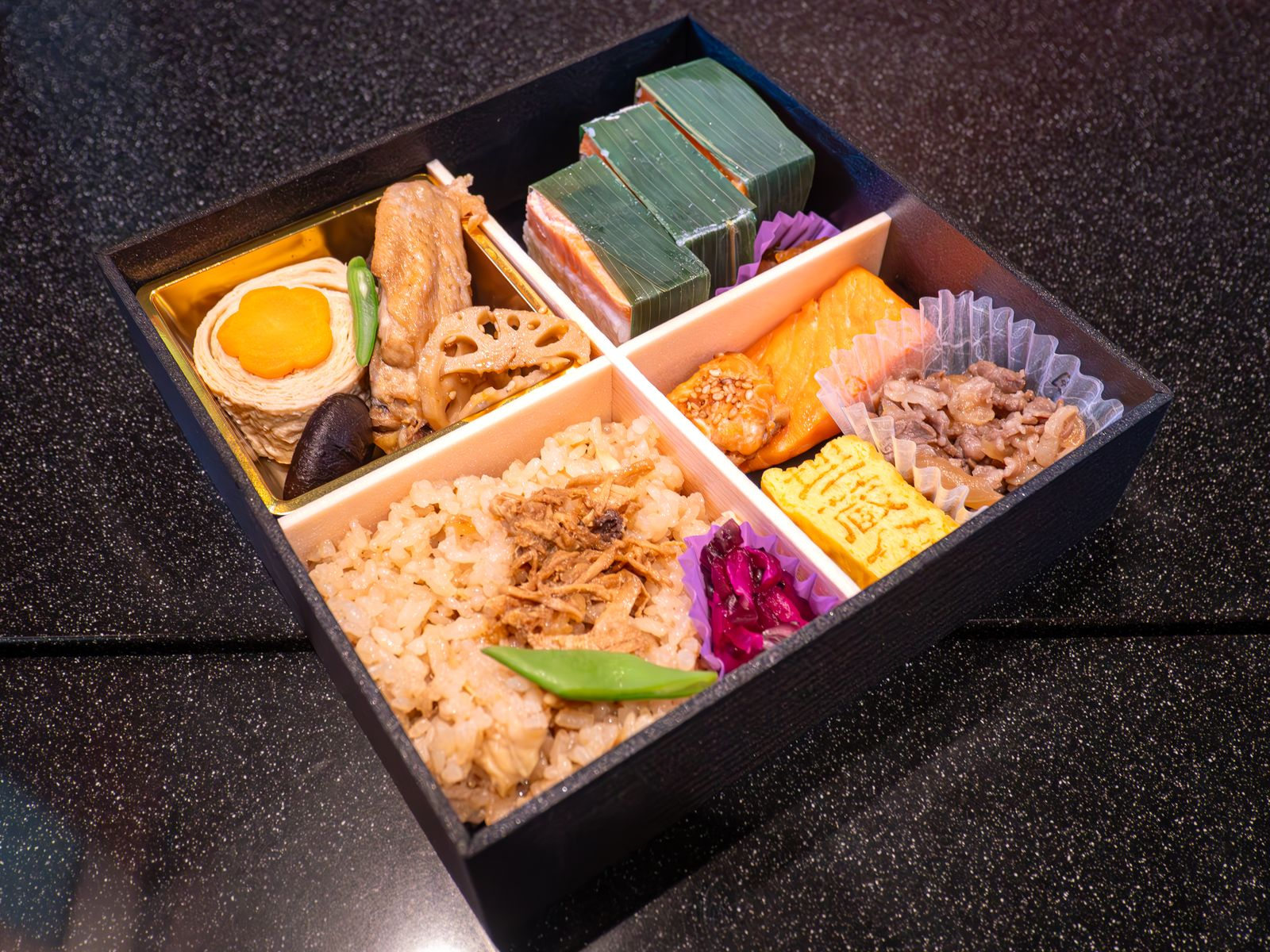
初代日光埋蔵金弁当
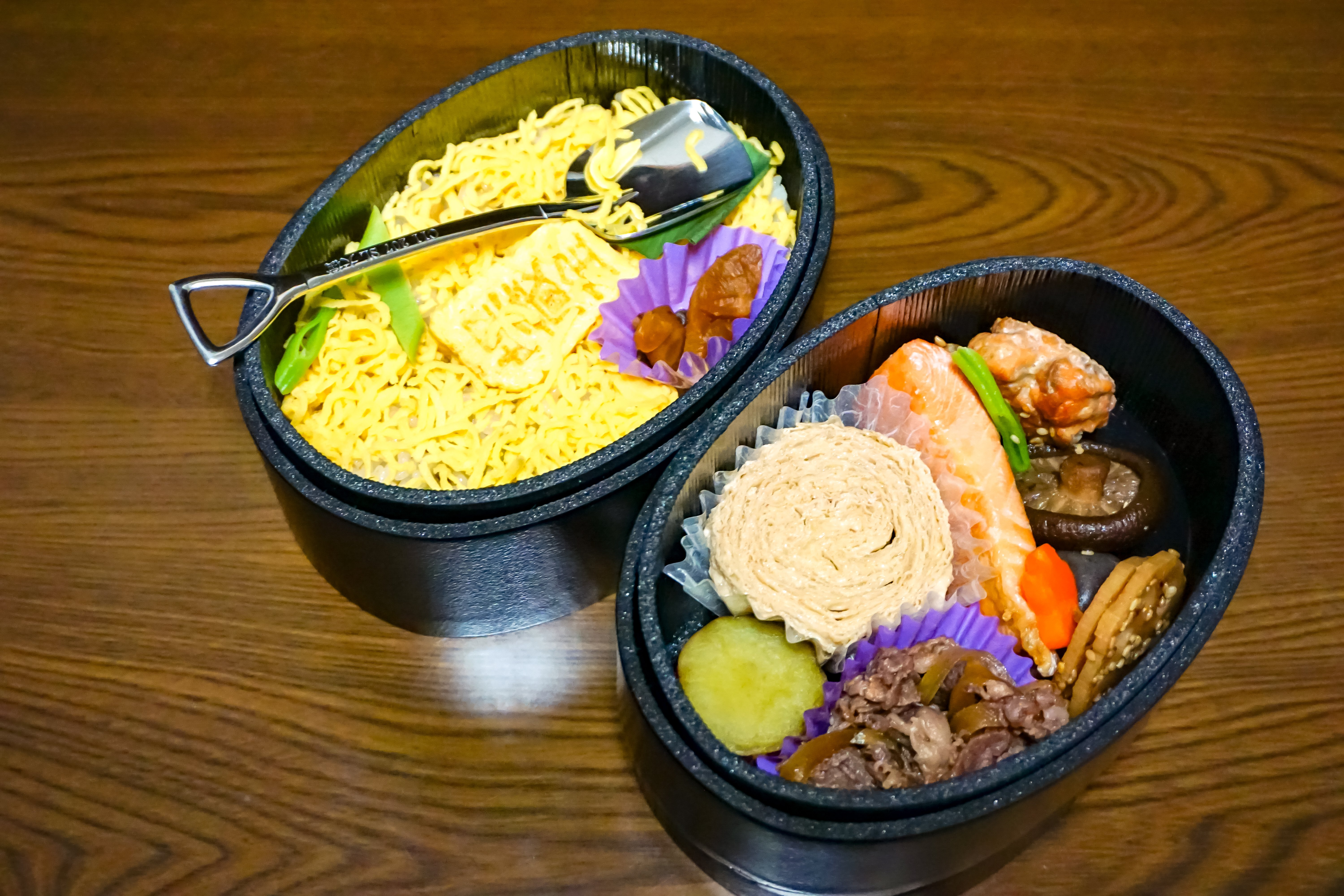
SL大樹 日光埋蔵金弁当
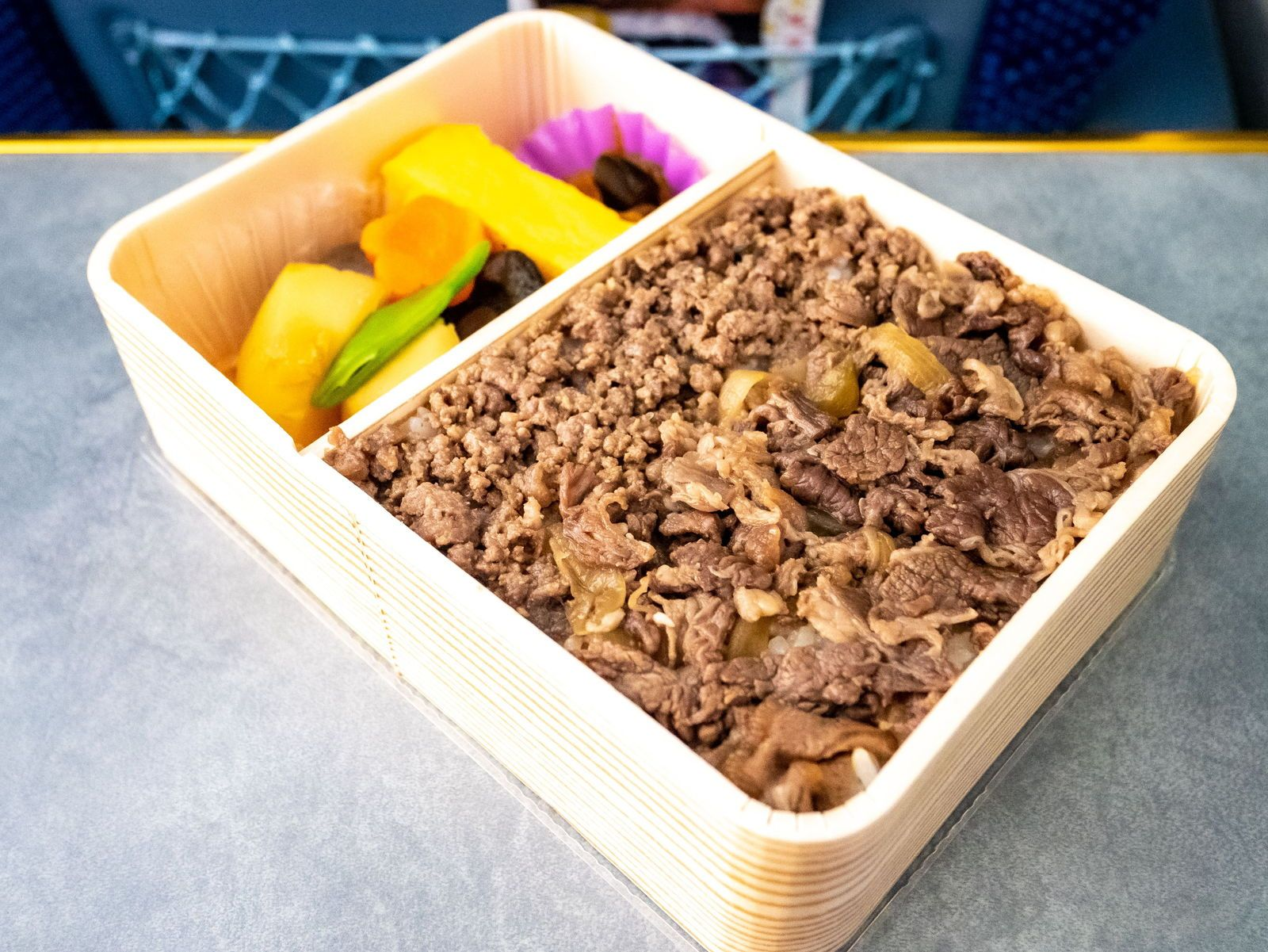
日光高原牛弁当けっこうづくめ
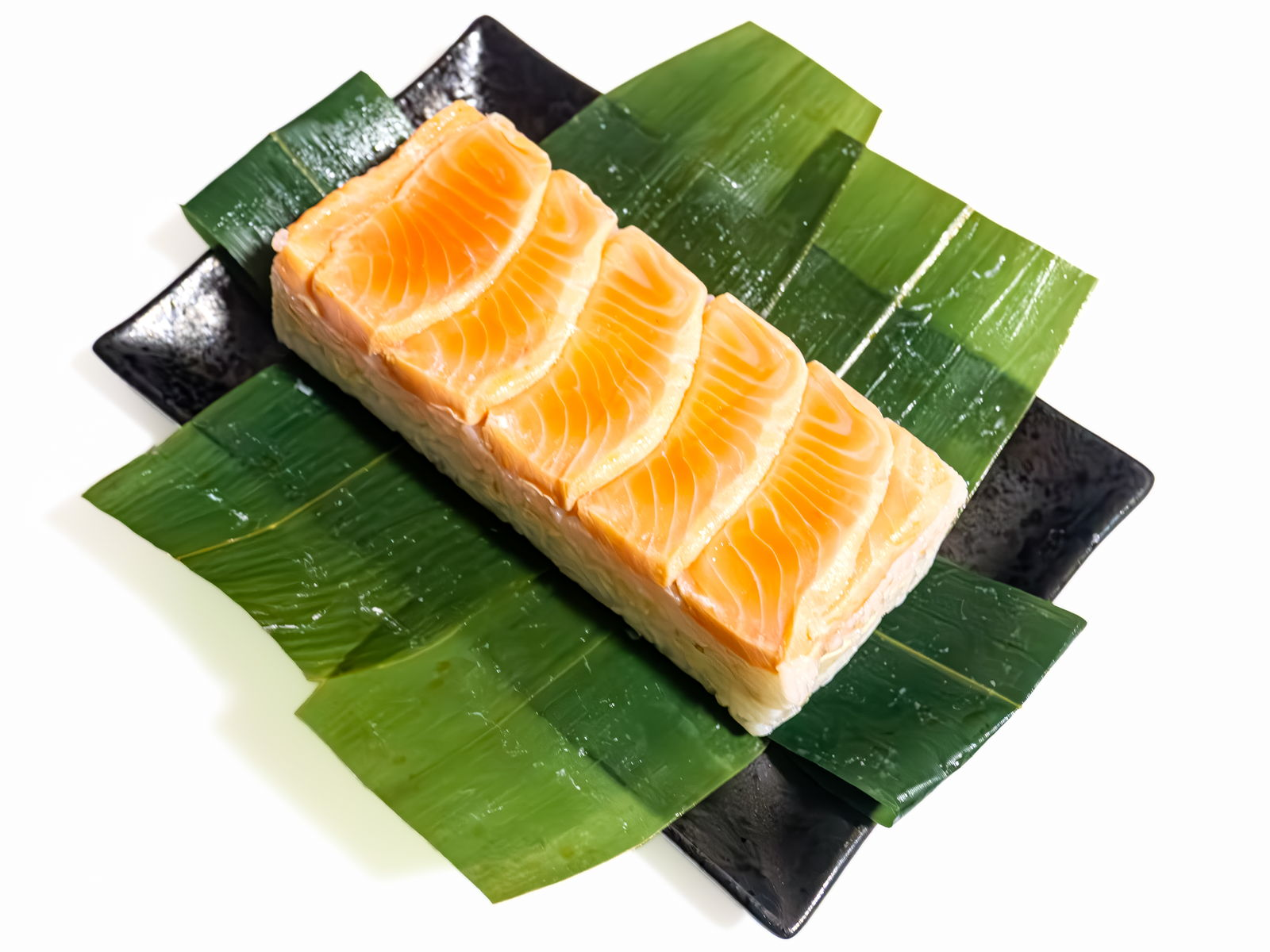
日光鱒寿し
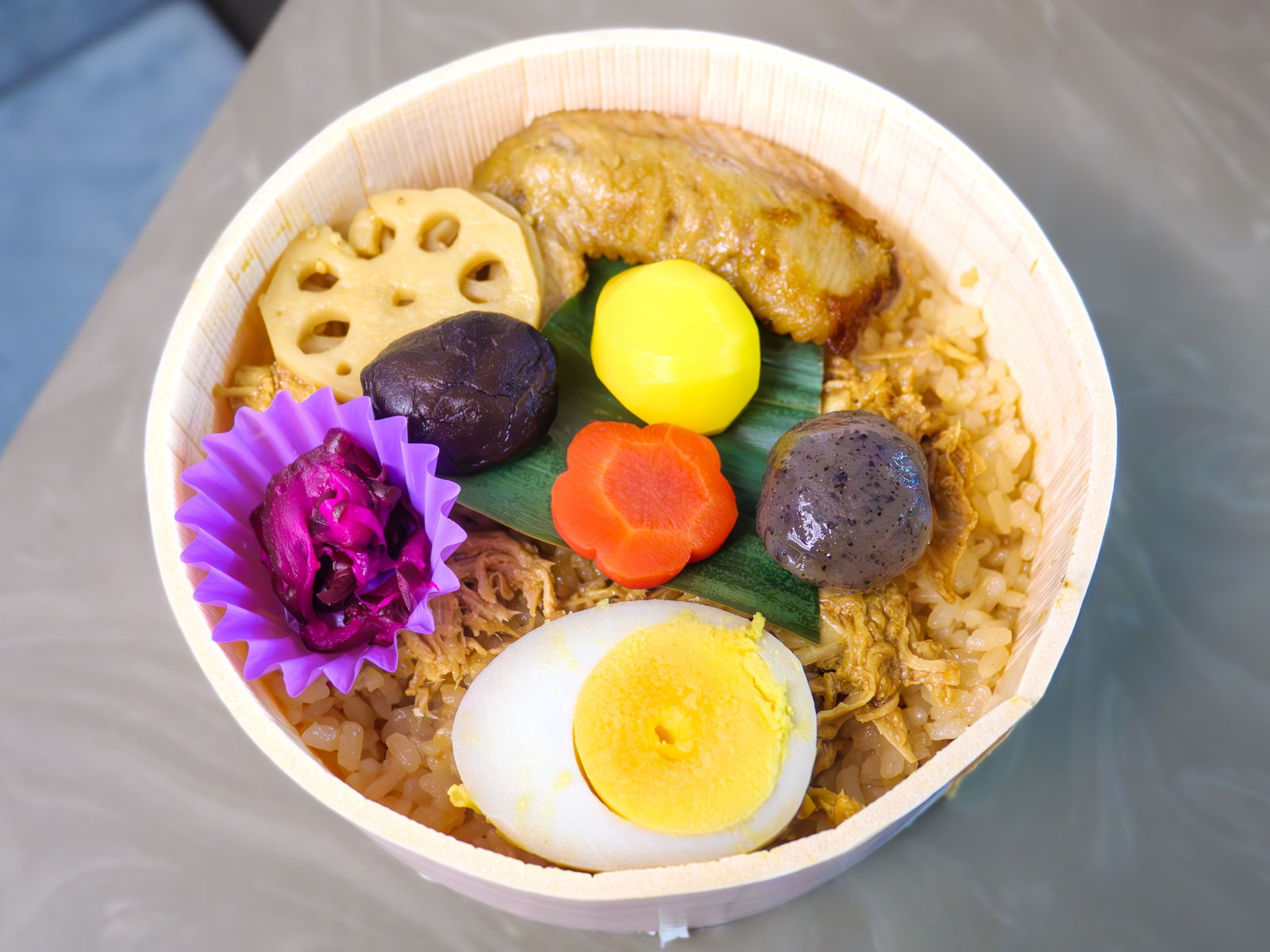
鶏わっぱ
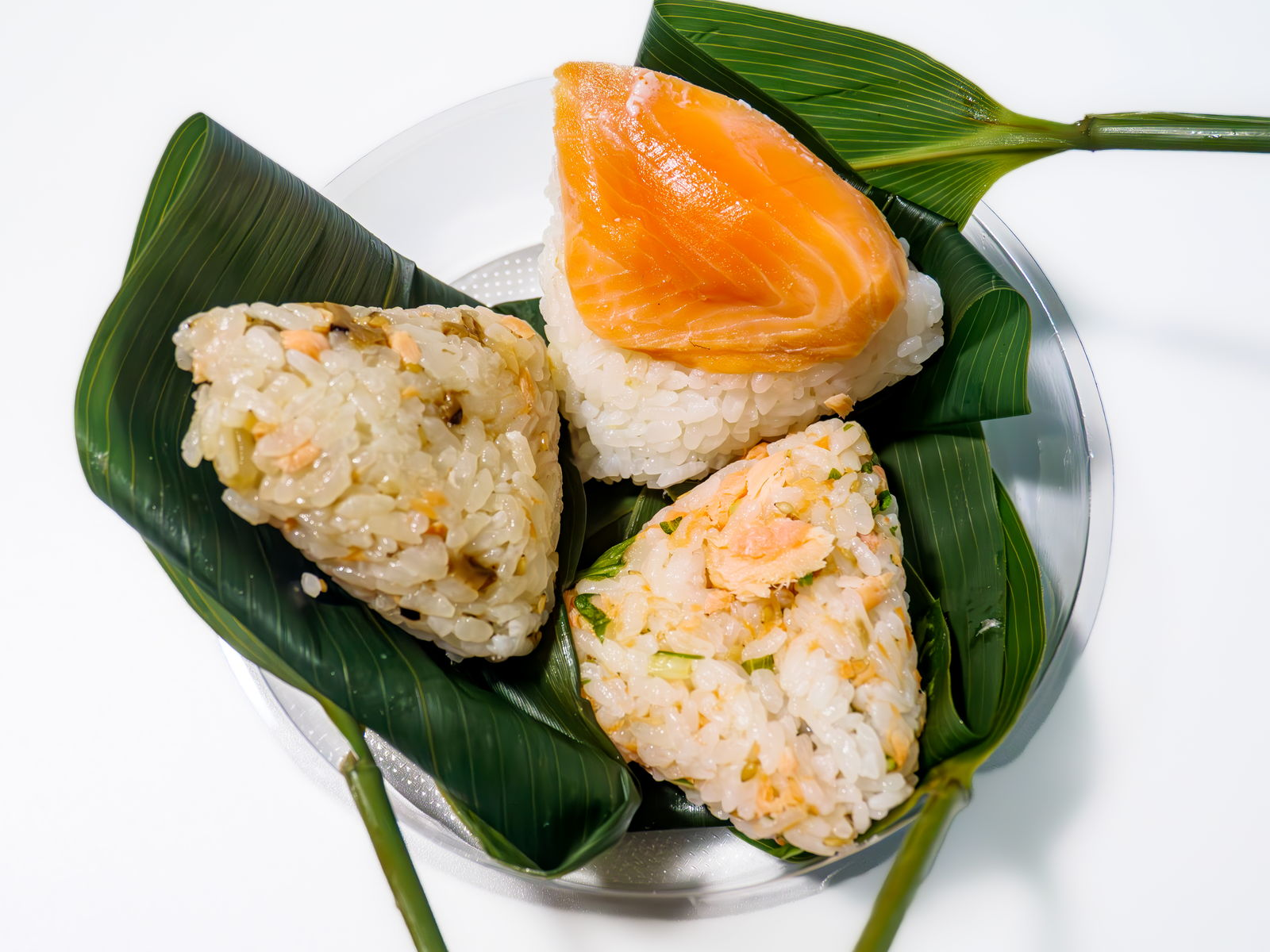
ささむすび
- 日光七福いなり

- スペーシア X 日光埋蔵金弁当
- 初代日光埋蔵金弁当
- SL大樹日光埋蔵金弁当
- 日光高原牛弁当けっこうづくめ
- 日光鱒寿し
- 鶏わっぱ
- ささむすび

## 利用状況
2024年度の1日平均乗降人員は2,661人である。鬼怒川線の途中駅では第1位である。2011年度は東日本大震災の影響で大幅に乗降客数が減少したが、2012年度以降は震災前の水準で推移している。
近年の1日平均乗降人員の推移は以下の通り｡
| 年度               | 1日平均 乗降人員 | 出典       |
| ------------------ | ---------------- | ---------- |
| 1998年（平成10年） | 4,501            |            |
| 1999年（平成11年） | 4,162            |            |
| 2000年（平成12年） | 3,923            |            |
| 2001年（平成13年） | 3,684            |            |
| 2002年（平成14年） | 3,471            |            |
| 2003年（平成15年） | 3,257            |            |
| 2004年（平成16年） | 3,122            |            |
| 2005年（平成17年） | 2,890            |            |
| 2006年（平成18年） | 3,318            |            |
| 2007年（平成19年） | 3,220            |            |
| 2008年（平成20年） | 3,172            |            |
| 2009年（平成21年） | 3,018            |            |
| 2010年（平成22年） | 2,972            |            |
| 2011年（平成23年） | 2,633            |            |
| 2012年（平成24年） | 3,048            |            |
| 2013年（平成25年） | 2,990            |            |
| 2014年（平成26年） | 3,115            |            |
| 2015年（平成27年） | 3,009            |            |
| 2016年（平成28年） | 2,991            |            |
| 2017年（平成29年） | 3,062            |            |
| 2018年（平成30年） | 3,031            |            |
| 2019年（令和元年） | 2,731            |            |
| 2020年（令和02年） | 1,328            |            |
| 2021年（令和03年） | 1,628            | [ 東武 3 ] |
| 2022年（令和04年） | 2,014            | [ 東武 4 ] |
| 2023年（令和05年） | 2,402            | [ 東武 5 ] |
| 2024年（令和06年） | 2,661            | [ 東武 1 ] |

## 路線バス
最寄りのバス停は「鬼怒川温泉駅」停留所である。
| 乗り場 | 系統                                    | 行先                       | 運行事業者         | 備考              |
| ------ | --------------------------------------- | -------------------------- | ------------------ | ----------------- |
| 1      | 鬼怒川温泉女夫渕線                      | 女夫淵                     | 日光市営バス       |                   |
| 2      | 湯西川線                                | 湯西川温泉                 | 日光交通           |                   |
| 2      | 湯西川線                                | 川治温泉駅                 | 日光交通           |                   |
| 2      | 仲町線                                  | 鬼怒川公園駅               | 日光交通           |                   |
| 3      | 日光江戸村線                            | 花いちもんめ               | 日光交通           |                   |
| 3      | 日光江戸村線                            | 鬼怒川温泉駅（左回り循環） | 日光交通           |                   |
| 3      | 日光江戸村線                            | 鬼怒川温泉駅（右回り循環） | 日光交通           |                   |
| 4      | 鬼怒川線                                | 獨協医大日光医療センター   | 日光交通           |                   |
| 4      | 鬼怒川線                                | イオン今市店               | 日光交通           |                   |
| 4      | 鬼怒川線                                | 新高徳駅                   | 日光交通           |                   |
| 4      | 鬼怒川線                                | 小佐越駅                   | 日光交通           |                   |
| 5      | ダイヤルバス                            | 鬼怒川温泉旅館回り         | 日光交通           |                   |
| 10     | 日光鬼怒川線 / SL系統                   | 東武バス日光               | SL大樹運転日に運行 |                   |
| 10     | 日光・鬼怒川エクスプレス                | 西参道                     | 日光交通           | 予約制/座席定員制 |
| 10     | 日光定期観光バス / S系統                |                            | 東武バス日光       | 予約制/座席定員制 |
| 10     | 高速バス 日光・鬼怒川温泉号 ※運行休止中 | 東京駅日本橋口             | 東北急行バス       | 予約制/座席指定制 |

1・2番は駅前広場南側の道路上、3・4番は駅前広場北側のロータリー内、5・10番は駅北側の日光交通ダイヤル営業所敷地内にある。なお、7番はタクシーのりばである。

## 駅周辺
- 鬼怒川
  - 鬼怒川ライン下り乗船場
- 鬼怒川温泉街

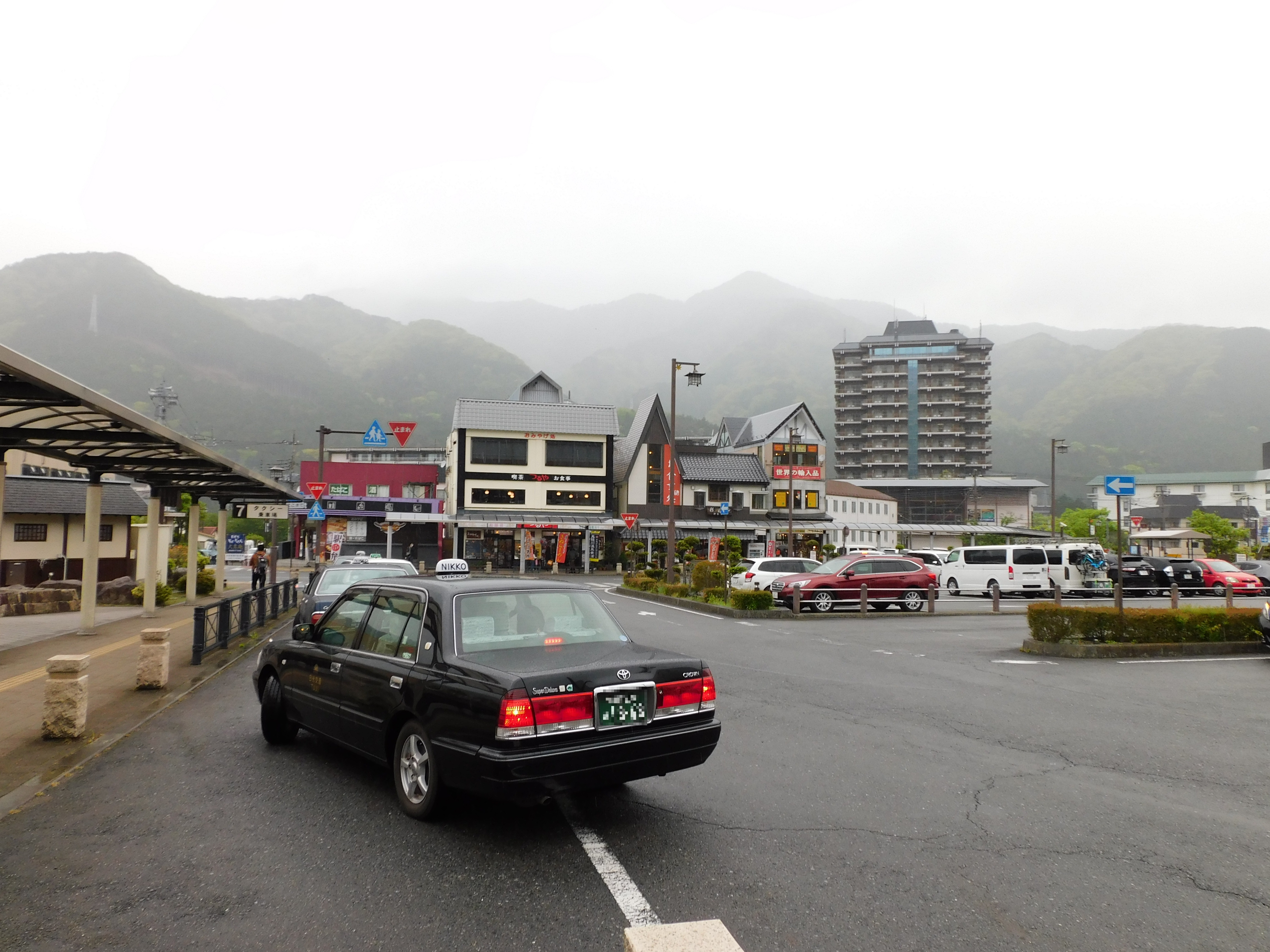
駅前
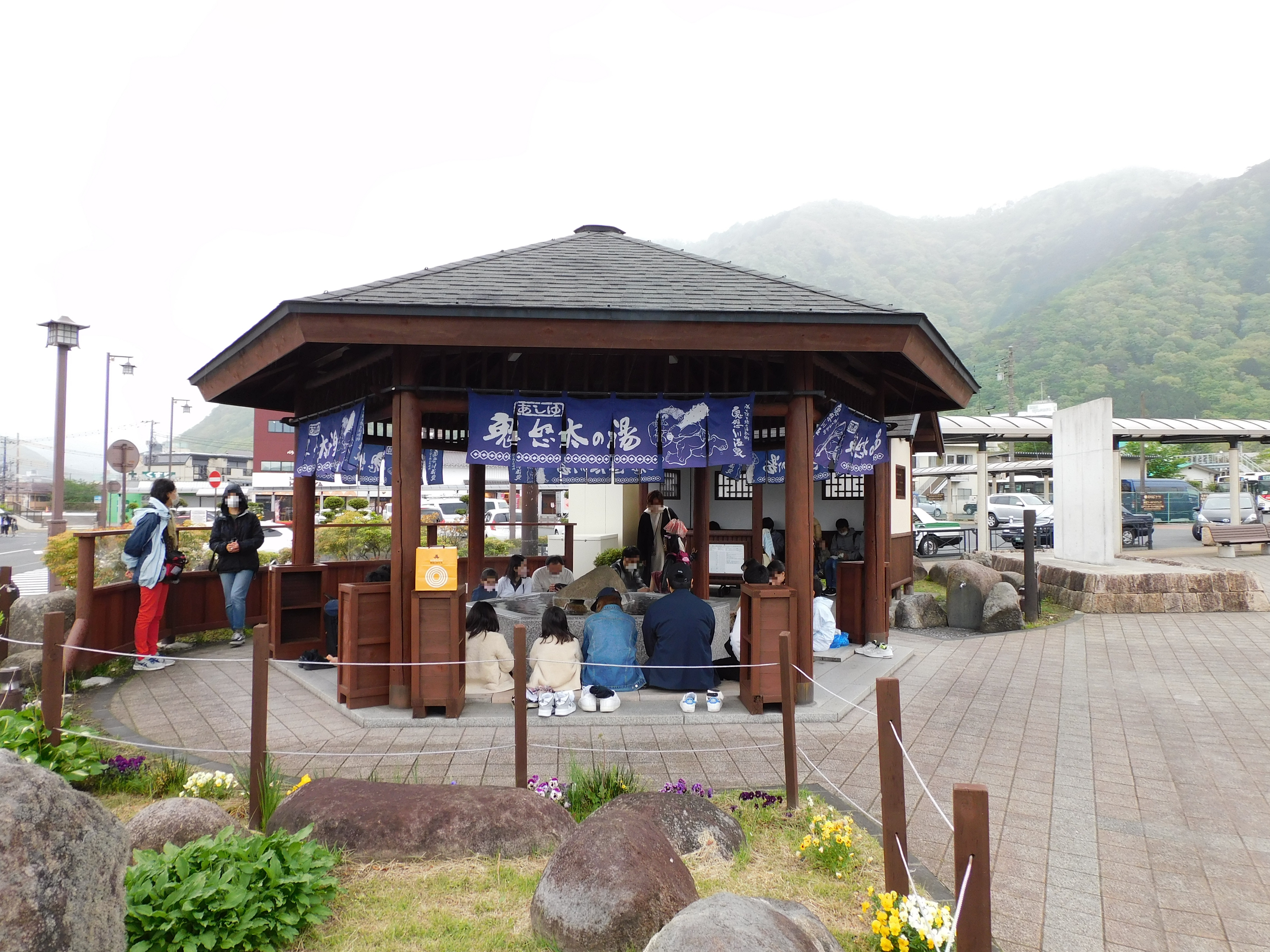
鬼怒川温泉駅前足湯（鬼怒太の湯）
- 日光市役所藤原庁舎
- 藤原消防署
- 鬼怒川温泉郵便局
- 日光市藤原総合文化会館（2020年利用休止[11]）
  - 鬼怒川・川治温泉観光情報センター（営業中[11]）
- 日光市立藤原図書館
- 鬼怒楯岩大吊橋
- 古釜の滝、末広池
- 楯岩
- 国道121号
- 日光市立藤原中学校

- 駅前
- 足湯「鬼怒太の湯」

## 隣の駅
東武鉄道
 鬼怒川線
- ■特急「スペーシアX」・■特急「きぬ」・■JR線直通特急「きぬがわ」・■「SL大樹」発着駅、■特急「リバティきぬ」「リバティ会津」停車駅（下りは「リバティ会津」を除いて当駅終着）、■「SL大樹ふたら」終着駅

□快速「AIZUマウントエクスプレス」
鬼怒川温泉駅 (TN 56) - 鬼怒川公園駅 (TN 57)
■普通
東武ワールドスクウェア駅 (TN 55) - （鬼怒立岩信号場） - 鬼怒川温泉駅 (TN 56) - 鬼怒川公園駅 (TN 57)